# Danny Rubin (guionista)
Danny Rubin (San Francisco, 1957) es un guionista y dramaturgo estadounidense. Escribió la historia original y luego coescribió con Harold Ramis el guion de la película de comedia de 1993 Groundhog Day, por la que ambos recibieron un Premio BAFTA al mejor guion.
El musical teatral Groundhog Day, basado en la película, se estrenó en 2016 y ganó el Premio Laurence Olivier al mejor musical nuevo en 2017.

## Primeros años
Rubin nació en San Francisco, en una familia judía, hijo de Melvin Rubin, oftalmólogo, y Lorna (Isen, de soltera), propietaria de una editorial, y creció en Gainesville, Florida. Su abuelo fue Albert Isen, exalcalde de Torrance, California. Su hermano, Michael, es autor y su hermana, Gabrielle, artista visual.
Recibió un título en biología de la Universidad Brown y una maestría en radio, televisión y cine de la Universidad del Noroeste.

## Carrera
Escribió la historia original y luego coescribió con Harold Ramis el guion de la cinta de comedia de 1993 Groundhog Day, por la que los dos recibieron un Premio BAFTA al mejor guion. La película está considerada una de las mejores películas jamás realizadas y su guion uno de los mejores de todos los tiempos. Coescribió Hear No Evil, estrenada el mismo año. Con Jefery Levy, coescribió la película de 1995 S.F.W.
En 2016, el musical teatral Groundhog Day, basado en el filme, se estrenó en The Old Vic de Londres. Fue nominado a ocho Premios Laurence Olivier en 2017, ganando como mejor musical nuevo; luego se estrenó en Broadway en 2017 y fue nominado a siete Premios Tony, incluido mejor musical. El musical tiene un libro de Rubin, basado en su historia original.
Rubin ha enseñado escritura de guiones en numerosas universidades y ha dado conferencias sobre el tema en conferencias académicas desde 1995. Fue profesor Briggs-Copeland de inglés en la Universidad de Harvard.

## Filografía

### Guionista
- Groundhog Day (con Harold Ramis) (1993)
- Hear No Evil (con Randall M. Badat y Kathleen Rowell) (1993)
- S.F.W. (con Jefery Levy) (1994)
- Un día sin fin (remake italiana de Groundhog Day) (2004)

### Teatro
- Groundhog Day (musical) (2016)

## Galardones
| Año  | Premio                                 | Categoría                 | Obra                    | Resultado |
| ---- | -------------------------------------- | ------------------------- | ----------------------- | --------- |
| 1994 | Premios Saturn                         | Mejor guion               | Groundhog Day           | Candidato |
| 1994 | Premios BAFTA                          | Mejor guion original      | Groundhog Day           | Ganador   |
| 1994 | Círculo de Críticos de Cine de Londres | Guionista del año         | Groundhog Day           | Ganador   |
| 2017 | Premios Tony                           | Mejor guion de un musical | Groundhog Day (musical) | Candidato |
| 2017 | Premio Laurence Olivier                | Mejor musical nuevo       | Groundhog Day (musical) | Ganador   |